# Hendrick Andriessen
Hendrick Andriessen, znany również jako Mancken Heyn (ochrz. 23 października 1607 w Antwerpii, zm. 1655 w Zelandii) – flamandzki malarz barokowy.

## Życiorys
Między 18 września 1637 a 18 września 1638 1637 terminował w gildzie św. Łukasza w Antwerpii. Niektóre jego dzieła były przypisywane innemu flamandzkiemu malarzowi Pieterowi van der Willigenowi, ze względu na identyczne przedmioty w sygnowanych dziełach obu artystów. 

## Twórczość
Specjalizował się w martwych naturach typu vanitas. Stosował efektowny zabieg kolorystyczny, polegający na naprzemiennym zestawianiu barw żywych i przygaszonych.
Jest autorem obrazów m.in. Martwa natura z maską z lat 1650-1655 obecnie w Ashmolean Museum czy  Martwa natura z ludzką czaszką z 1650 (kolekcja prywatna).